# Parwółki
Parwółki – wieś w Polsce położona w województwie warmińsko-mazurskim, w powiecie olsztyńskim, w gminie Gietrzwałd. W latach 1975–1998 miejscowość administracyjnie należała do województwa olsztyńskiego.
Parwółki – wieś położona w lesie pięć kilometrów od Starych Jabłonek, z którymi łączył ją zachowany do dziś zabytkowy bruk.

## Historia
W czasach krzyżackich wieś pojawia się w dokumentach w roku 1414, podlegała pod komturię w Ostródzie, były to dobra krzyżackie o powierzchni 4 włók. W 1576 r. pszczelarze z Idzbarka, Samborowa, Zwierzewa, Dągu i Parwółki skarżyli się, że nie mogą według starych zwyczajów zatrzymywać dla siebie po jednym plastrze miodu z każdej wybranej barci. Skarga ta nie została uwzględniona i pozwolono im na zatrzymywania dla siebie tylko po jednym plastrze miodu w ogóle.